# BAIC Senova X65
BAIC Senova X65 – samochód osobowy typu SUV klasy średniej produkowany pod chińską marką BAIC w latach 2014–2018.

## Historia i opis modelu

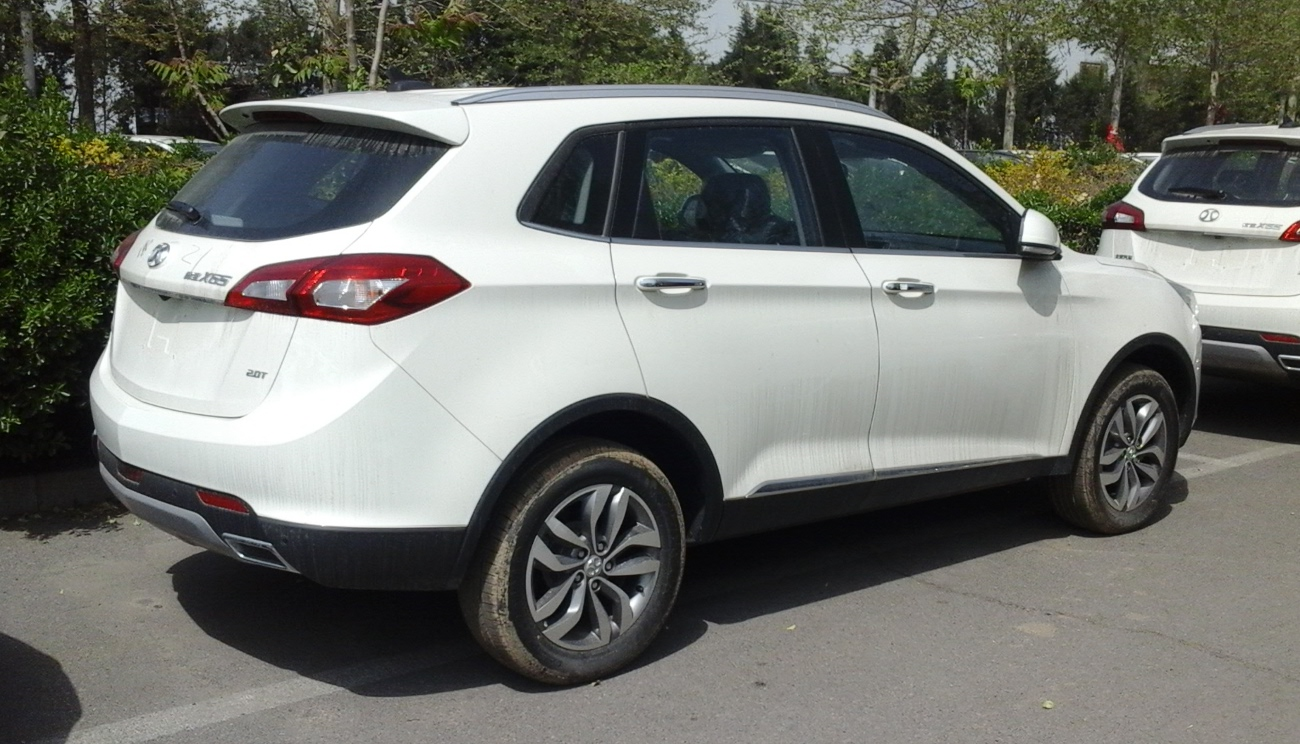
BAIC Senova X65 - tył

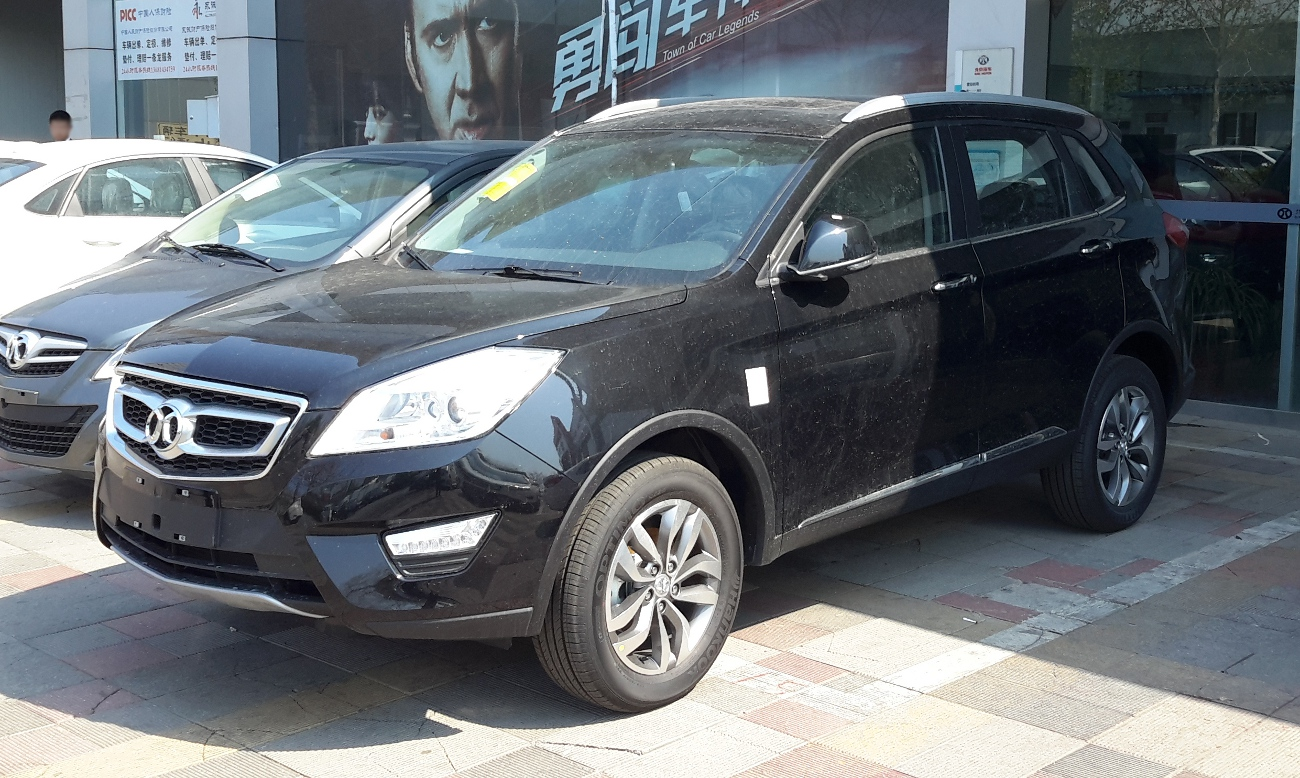
BAIC Senova X65 LX

W listopadzie 2014 roku podczas wystawy samochodowej w Kantonie chiński koncern BAIC ogłosił ofensywę modelową obejmującą trzy nowe pojazdy.
Wśród nich znalazł się także pierwszy SUV z linii modelowej Senova w postaci średniej wielkości modelu o nazwie X65. Samochód zyskał masywną sylwetkę z dużą, chromowaną atrapą chłodnicy z logo producenta, rozłożystymi reflektorami, a także zadartą ku górze linią okien.
Podobnie jak limuzyny BAIC Senova D70 i D80, BAIC Senova X65 napędzany był gamą turbodoładowanych silników benzynowych pierwotnie opracowanych przez Saaba.

### Sprzedaż
Samochód nie odniósł relatywnie dużej popularności na rynku chińskim i po zaledwie 4 latach produkcji został wycofany ze sprzedaży w 2018 roku. BAIC powrócił do oferowania średniej wielkości SUV-a po dwóch latach, wprowadzając do sprzedaży model X7 pod nową marką Beijing.

### Silniki
- R4 1.5l Turbo
- R4 2.0l Turbo
- R4 2.5l Turbo